# 葛理翰·沃鐸
葛理翰·沃鐸（英語：Graham Wardle，1986年9月6日—）是一位童星出身的加拿大男演員、電影監製和攝影師。他知名於在CBC喜劇劇情電視劇《心靈牧境》（2007－2022年）中飾演泰·博登。

## 早年生活和教育
葛理翰·沃鐸在1986年9月6日出生於加拿大不列颠哥伦比亚省米遜，與五個兄弟姐妹在溫哥華附近的新威斯敏斯特長大。他在溫哥華卡普蘭諾大學修讀電影及製片課程（Motion Picture and Production Program）並於2007年畢業。

## 職業生涯
沃鐸於6歲起參演各種廣告和電視節目來開始自己的職業生涯。1998年，12歲的他在UPN動作犯罪劇《哨兵》中飾演年少的亞倫（Young Aaron），是生涯的首個電視角色。後來，他繼續在《第九空間》（2001年）、《我們所知道的生活》（2004年）和《邪恶力量》（2005，2013年）等電視劇中演出。
2007年，他被選中在CBC喜劇劇情電視劇《心靈牧境》中飾演泰·博登；他憑該劇三度獲得利奧獎提名。2020年，他在《心靈牧境》第14季開播時離開，並表示：“我認為是時候朝新的方向邁進了。”
沃鐸在《心靈牧境》播出期間還有參演不同的電影，包括《那一夜》（2008年）、《昨日》（英語：Yesterday）（2009年）、《我的朋友》（法語：Mon Ami）（2012年）和《墳墓萬聖節》（2013年）。2007年，他在梅格·瑞安和亞當·布羅迪主演的浪漫喜劇片《女人領地》中飾演加比·弗利（Gabe Foley）。
2013年夏天，沃鐸與他人共同創立了電影製作及娛樂公司。

## 作品列表

### 電影
| 年份 | 標題                    | 角色            | 附註       |
| ---- | ----------------------- | --------------- | ---------- |
| 2006 | 《小鬼魔鞋2》           | 惡霸＃2         | 錄影帶首映 |
| 2007 | 《女人領地》            | 加比·弗利（Gabe Foley）   |            |
| 2008 | 《那一夜》              | 丹尼·麥卡布（Danny McKabb） |            |
| 2009 | 《昨日》 （英語：Yesterday）     | 克里斯（Chris）      |            |
| 2012 | 《我的朋友》 （法語：Mon Ami） | 五金行顧客      |            |

#### 製作
| 年份 | 標題 | 職位 | 職位 | 職位 | 附註                |
| 年份 | 標題 | 導演 | 監製 | 編劇 | 附註                |
| ---- | ---- | ---- | ---- | ---- | ------------------- |
| 2007 |      | 否   | 否   | 否   | 選角指導；短片      |
| 2008 |      | 否   | 是   | 否   | 短片                |
| 2012 |      | 否   | 是   | 否   | 短片                |
| 2018 |      | 否   | 眾籌 | 否   | Indiegogo眾籌；短片 |

### 電視
| 年份       | 標題                            | 角色                 | 電視台                                | 附註                                  |
| ---------- | ------------------------------- | -------------------- | ------------------------------------- | ------------------------------------- |
| 1998       | 《哨兵》                        | 年少的亞倫（Young Aaron）       | UPN                                   | 單集：“Remembrance”                   |
| 1999       | 《新阿達一族》                  | 比夫（Bif）             | - YTV（加拿大） - FOX Family（美國）  | 單集：“Fester the Marriage Counselor” |
| 2000       |                                 | 陶德（Tod）             | Showtime                              | 電視電影                              |
| 2001       | 《第九空間》                    | 男人                 | Syfy                                  | 單集：“Family Values”                 |
| 2004       | 《我們所知道的生活》            | 亞當·基西斯（Adam Kitsis）      | ABC                                   | 單集：“The Best Laid Plans”           |
| 2005       | 《奪命密碼》                    | 羅伯特·約克·海德（Robert Yorke Hyde） | 不適用                                | 電視電影                              |
| 2005，2013 | 《邪恶力量》                    | 湯米·柯林斯（Tommy Collins）      | - The WB（2005年） - The CW（2013年） | 2集                                   |
| 2006       | 《天使戰記》                    | 乔克＃2              | ABC Family                            | 電視電影                              |
| 2007       | 《流星風暴》 （英語：Anna's Storm）         | 賽斯·科爾賓（Seth Corbin）      | 不適用                                | 電視電影                              |
| 2007－2022 | 《心靈牧境》                    | 泰·博登（）          | - CBC（加拿大） - 廣播聯賣（美國）    | 主要角色；224集                       |
| 2010       | 《心靈牧境的聖誕節》  | 泰·博登（）          | - CBC（加拿大） - 廣播聯賣（美國）    | 電視電影                              |
| 2013       | 《墳墓萬聖節》                  | 凱爾（）             | Syfy                                  | 電視電影                              |
| 2019       | 《哈德森》 （英語：Hudson）           | 泰·博登（）          | CBC                                   | 單集：“Community Building”            |

## 獲獎和提名
| 年份 | 獎項                 | 類別                            | 提名作品     | 結果 | 附註                            | 來源   |
| ---- | -------------------- | ------------------------------- | ------------ | ---- | ------------------------------- | ------ |
| 2009 | 利奧獎               | 戲劇類影集最佳男主角 （英語：Best Lead Performance by a Male in a Dramatic Series） | 《心靈牧境》 | 提名 | 憑劇集“Summer's End”            | [ 13 ] |
| 2010 | 利奧獎               | 戲劇類影集最佳男主角            | 《心靈牧境》 | 提名 | 憑劇集“The Starting Gate”       | [ 14 ] |
| 2012 | 利奧獎               | 戲劇類影集最佳男主角            | 《心靈牧境》 | 提名 | 憑劇集“Beyond Hell's Half Mile” | [ 15 ] |
| 2019 | 加拿大電影電視銀幕獎 | 可即可基金觀眾票選獎 （英語：Cogeco Fund Audience Choice Award） | 《心靈牧境》 | 提名 |                                 |        |

## 外部連結
- 葛理翰·沃鐸官方網站 （页面存档备份，存于）
- 葛理翰·沃鐸在互联网电影资料库（IMDb）上的資料（英文）